# Maximilian Neuchrist
 Maximilian Neuchrist  nacido el 22 de julio de 1991 es un tenista profesional austríaco, nacido en la ciudad de Viena, Austria.

## Carrera
Su ranking más alto a nivel individual fue el puesto Nº 310, alcanzado el 5 de agosto del 2013. A nivel de dobles alcanzó el puesto Nº 145 el 3 de febrero de 2014.
Hasta el momento ha obtenido 1 títulos de la categoría ATP Challenger Series, en modalidad de dobles.
En el mes de julio del año 2013 obtuvo su primer título de su carrera. Fue en la modalidad de dobles, junto al irlandés James Cluskey ganaron el Challenger de Guimarães 2013 disputado en pistas duras. Derrotaron en la final a la pareja española Roberto Ortega y Ricardo Villacorta por 65-7, 6-2, [10-8].

## Títulos Challenger; 3 (0 + 3)
| Leyenda             | Individuales | Dobles |
| ------------------- | ------------ | ------ |
| ATP Challenger Tour | 0            | 3      |

### Dobles
| N.º | Fecha      | Torneo                  | Superficie | Compañero                | Oponentes en la final             | Resultado         |
| --- | ---------- | ----------------------- | ---------- | ------------------------ | --------------------------------- | ----------------- |
| 1.  | 28.07.2013 | Challenger de Guimarães | Dura       | James Cluskey            | Roberto Ortega Ricardo Villacorta | 6-7(5) 6-2 [10-8] |
| 2.  | 15.11.2015 | Challenger de Ortisei   | Dura       | Tristan-Samuel Weissborn | Nikola Mektić Antonio Šančić      | 7-6(7), 6-3       |
| 3.  | 12.11.2022 | Challenger de Calgary   | Dura (i)   | Michail Pervolarakis     | Julian Ocleppo Kai Wehnelt        | 6-4, 6-4          |